# Personen des Wicca
Die Liste der Personen des Wicca bietet eine Aufzählung von für Wicca bedeutsamen Persönlichkeiten. Hier aufgeführt ist, sofern bekannt, immer der bürgerliche Name der entsprechenden Person. Sollte dieser nicht bekannt sein, oder die Person unter diesem nicht bekannt sein, so ist der magische Name der Person aufgeführt. Bei Personen die nur unter ihrem magischen Namen aufgeführt sind, ist außerdem ein Namenszusatz angegeben.

## Bedeutsame Personen
- Alex Sanders (1926–1988), Begründer des Alexandrischen-Wicca und entscheidend in der Verbreitung des Wicca in England
- Arnold Crowther (1909–1974), Ex-Ehemann von Patricia Crowther, selbst initiierter Wicca und enger Freund von Aleister Crowley
- Barbara Vickers (1922–1973), wurde bereits 1950 in den dritten Grad des Wicca erhoben und war damit die erste heute bekannte Hohepriesterin des Gardenischen-Wicca
- Cecil Williamson (1909–1999), enger Freund von Gerald Gardner und Mitbegründer sowie erster Direktor des Museum of Witchcraft and Magic
- Charles Clark (1930–2003), wurde durch Gerald Gardner in den dritten Grad des Wicca erhoben und begründete den Pfad des schottischen Wicca
- Donna Gardner (1893–1960), Ehefrau von Gerald Gardner die offiziell nie selbst Teil eines Coven war, aber vermutlich dennoch mehrere Personen initiiert hat
- Doreen Valiente (1922–1999), ehemalige Hohepriesterin des Bricket-Wood-Coven, Poetin, bedeutsame Autorin und Reformatorin des Gardenischen-Wicca
- Edith Rose Woodford-Grimes (1887–1975), auch als Dafo bekannt; ehemalige Hohepriesterin des New-Forest-Coven und Initiatorin von Gerald Gardner
- Eleanor Bone (1911–2001), Hohepriesterin in der gardenischen Wicca-Tradition und Begründerin der Whitecroft-Linie
- Ellen Reed (1943–2003), Hohepriesterin und Autorin
- Frederic Lamond (1931–2020), Hohepriester in der gardenischen Tradition, Autor und ehemaliges Mitglied des Bricket-Wood-Coven
- Gavin Bone (* 1964), Hohepriester des Seax-Wicca und Autor
- Gerald Gardner (1884–1964), Begründer des Gardenischen-Wicca und einer der bedeutendsten Autoren auf dem Bereich des Neopaganismus
- George Pickingill (1816–1909), Kräuterhexe und Mitbegründer des New-Forest-Coven
- Jack Bracelin (1926–1983), ehemaliger Hohepriester des Bricket-Wood-Coven, Autor und entscheidend für die weltweite Verbreitung des Wicca
- Janet Farrar (* 1950), Hohepriesterin in der alexandrischen Tradition und bedeutsame Autorin
- Julia die Hexe von Brandon (?–1080), älteste bekannte Person, die mit den Traditionen des Wicca in Verbindung gebracht werden kann
- HPs Loic (unbekannt), Hohepriesterin des schottischen Wicca
- Lois Bourne (1928–2017), Mitglied des Bricket-Wood-Coven und Autorin
- HP Mahinda (unbekannt), Ehemaliges Mitglied des Bricket-Wood-Coven, Hohepriester in der gardenischen Tradition und entscheidend für die Verbreitung von Wicca in Australien
- Maxime Sanders (* 1946), Ehefrau von Alex Sanders und Hohepriesterin in der alexandrischen Tradition
- HPs Medea (unbekannt), zusammen mit Maxime Sanders und Sylvia Tatham eine der ersten bekannten Hohepriesterinnen in der alexandrischen Tradition
- HPs Olwen (1923–1982), Hohepriesterin des schottischen Wicca und Initiatorin von Raymond Buckland
- Patricia Crowther (* 1927), Hohepriesterin in der Tradition des gardenischen Wicca und bedeutsame Autorin
- Patricia Kopinski (1923–2011), eine der ersten bekannten Novizen in der alexandrischen Tradition
- Phyllis Curott (* 1954), initiierte Wicca, Rechtsanwältin und Aktivistin gegen religiöse Diskriminierung
- Phyllis Thompson (1928–1986), auch bekannt als Lady Gwen Thompson; wurde nie offiziell in Wicca initiiert, ist aber eine bekannte Autorin und vermeintliche Urheberin des Hexencredo
- Raymond Buckland (1934–2017), Hohepriester des schottischen Wicca, Begründer des Seax-Wicca und entscheidend für die Verbreitung des Wicca in Nordamerika
- HPs Rita (* 1945), ehemaliges Mitglied des Bricket-Wood-Coven, Hohepriesterin in der gardenischen Tradition und Gründerin des ersten deutschen Coven
- Rosemary Buckland (unbekannt), Ehefrau von Raymond Buckland und Priesterin des schottischen Wicca
- Scott Cunningham (1956–1993), war selbst „nur“ Novize des Wicca, wurde aber zu einem der bedeutendsten Autoren auf dem Gebiet des Neopaganismus
- HP Staris Gedren (unbekannt), Hohepriester in der schottischen Tradition und Poet
- Stewart Farrar (1916–2000), Ehemann von Janer Farrar, Hohepriester in der alexandrischen Tradition und bekannter Autor
- Sylvia Tatham (unbekannt), zusammen mit Maxime Sanders und Medea eine der ersten bekannten Hohepriesterinnen in der alexandrischen Tradition
- Thelma Capel (unbekannt), ehemalige Hohepriesterin des Bricket-Wood-Coven und Reformatorin des selbigen
- Velvet Rieth (1954–2017), Hohepriesterin in der schottischen Tradition und Aktivistin gegen Sexismus
- Vivianne Crowley (unbekannt), Hohepriesterin in der alexandrischen und gardenischen Tradition (Algard) und bedeutsame Autorin
- Zachary Cox (unbekannt), Nachfolger von Jack Bracelin als Hohepriester des Bricket-Wood-Coven

## Wissenschaftler und Autoren
Hier aufgeführt sind Wissenschaftler und Autoren auf dem Bereich des Wicca, die weiter oben noch nicht genannt wurden.
- Margot Adler (1946–2014), Priesterin in der gardenischen Tradition, Journalistin und Autorin des Klassikers Drawing Down the Moon
- Philip Heselton (* 1946), Priester in der gardenischen Tradition und Forscher und Autor zum Thema Geschichte des Wicca
- Ronald Hutton (* 1953), Professor für Geschichtswissenschaften, Forscher und Autor zum Thema Hexenverfolgung, Hexentum, Neopaganismus und Wicca
- Silver RavenWolf (* 1956), Hohepriesterin des Wicca (in welcher Tradition ist derzeit nicht bekannt) und Autorin, die u. a. für eine jüngere Zielgruppe (14–28) schreibt als die meisten anderen Autoren
- Starhawk (* 1951), selbst nicht offiziell in Wicca initiiert, aber bedeutsame Autorin auf dem Bereich des Neopaganismus, vor allem bekannt für The Spiral Dance
- Thorn Mooney (unbekannt), Hohepriesterin in der gardenischen Tradition und bedeutsame Autorin
- Vicky Gabriel (* 1969), ob sie in Wicca initiiert wurde, ist derzeit unbekannt, allerdings ist Gabriel ebenfalls eine bedeutsame Autorin, vor allem bekannt für Wege zu den alten Göttern
- Wolf Dieter-Storl (* 1942), selbst kein Wicca, aber Autor vieler bedeutsamer Bücher zum Thema Neopaganismus, Kulturanthropologie und Botanik